# Congregazione di Santa Teresa del Bambin Gesù
La Congregazione di Santa Teresa del Bambin Gesù, detta anche del Little Flower (in latino Congregatio Sanctae Theresiae a Iesu Infante ritus Syro-Malabarensis, in inglese Congregation of St. Theresa of the Child Jesus "Little Flower"), è un istituto religioso maschile di diritto pontificio del rito siro-malabarese: i membri di questa congregazione clericale pospongono al loro nome la sigla C.S.T.

## Storia
La congregazione, in origine formata esclusivamente da religiosi laici, venne fondata il 19 marzo 1931 da Thomas Panat (1831-1897)  a Mookkannur, nello stato indiano del Kerala; nel 1946, con l'autorizzazione di Augustine Kandathil, arcivescovo di Ernakulam, all'istituto vennero ammessi anche i sacerdoti e la congregazione divenne clericale.
L'istituto è intitolato a santa Teresa del Bambin Gesù ed è comunemente detto congregazione del Little Flower (ovvero del "Piccolo Fiore", dal nome con cui è popolarmente nota la religiosa carmelitana nei paesi anglofoni).
L'8 ottobre 1947 l'istituto venne approvato come congregazione religiosa di diritto eparchiale e le sue costituzioni vennero approvate il 18 aprile 1963 dal futuro cardinale Joseph Parecattil, arcivescovo di Ernakulam.
La congregazione venne approvata come istituto di diritto pontificio il 21 dicembre 1995; giuridicamente dipende dalla Congregazione per le Chiese Orientali.

## Attività e diffusione
I religiosi della congregazione, attivi essenzialmente nelle comunità siro-malabaresi, si dedicano all'educazione della gioventù, al ministero parrocchiale e all'apostolato missionario tra i non cristiani.
Sono presenti in India e, con piccole comunità, in Canada, Germania, Papua Nuova Guinea, Stati Uniti d'America e Tanzania; la sede generalizia è a Thrikkakara, presso Kochi.
Al 31 dicembre 2005, la congregazione contava 59 case e 399 religiosi, 227 dei quali sacerdoti.